# Pousada D. Afonso II

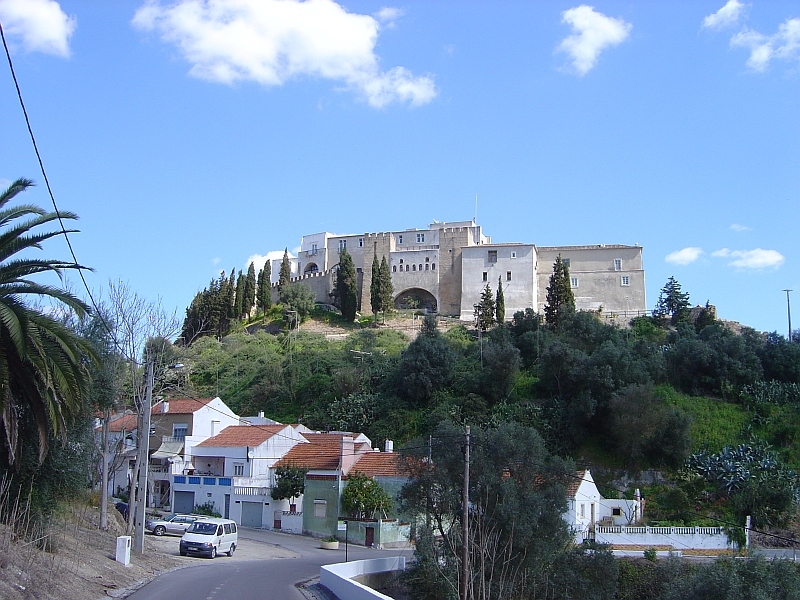
Castelo e Pousada D. Afonso II, Alcácer do Sal

A Pousada D. Afonso II localiza-se na cidade de Alcácer do Sal, integrando a rede Pousadas de Portugal.
Ocupa as dependências do Castelo de Alcácer do Sal, remodelado para oferecer trinta e cinco quartos aos hóspedes. Neles destaca-se a vista para as casas caiadas de branco, típicas da região, o rio Sado e a planície envolvente.
Embora as dependências contem com peças do século XVIII, a decoração é contemporânea, destacando-se o piso de mármore dos amplos corredores e pé-direito elevado. No exterior pode-se ver um grupo escultórico "Diálogo tauromáquico" da autoria do escultor Gonçalo Condeixa.
Projecto de arquitectura realizado por: arquitetos, Hugo Venade, Rita Falcão e Diogo Pimentel.

## Ver Também
- Castelo de Alcácer do Sal
- Meios de hospedagem